# Andrea Parker
Andrea Nicole Parker (Monterey County, 8 de março de 1970) é uma atriz de televisão americana e ex-bailarina. Ela é conhecida por seus papéis em ER, The Pretender, Desperate Housewives, e Pretty Little Liars.

## Vida e carreira
Parker nasceu em Monterey County, Califórnia. Ela começou a treinar balé aos 6 anos e aos 15 anos ela entrou para uma companhia de dança profissional. Ela parou sua carreira no balé após três anos de turnês e treinos para se tornar uma atriz. Seu primeiro papel no cinema foi aos 19 anos.
Depois que The Pretender foi cancelada pela NBC em 2000, Parker fez uma participação especial em JAG antes de assinar para reprisar seu papel como Miss Parker no telefilme de The Pretender, que foi ao ar na TNT em 2001. Ela então voltou para séries de televisão em 2002 e estrelou a comédia da ABC, Less than Perfect, interpretando Lydia Weston, até que foi cancelada em 2006. Ela fez várias aparições em talk shows e eventos de celebridades, tais como os vários torneios de pôquer de celebridades. De 2011 a 2012, Parker teve o papel recorrente de Jane Carlson na série Desperate Housewives da ABC. Mais tarde, ela se juntou ao elenco da série da Freeform (antiga ABC Family), Pretty Little Liars.